# Ерік XIV
Ерік XIV (швед. Erik XIV; 13 грудня 1533, Стокгольм — 26 лютого 1577, Ербюхус) — король Швеції з 1560 до 1568 року. Походив з династії Ваза. Почав володарювати після свого батька Густава I.

## Життєпис

### Молоді роки

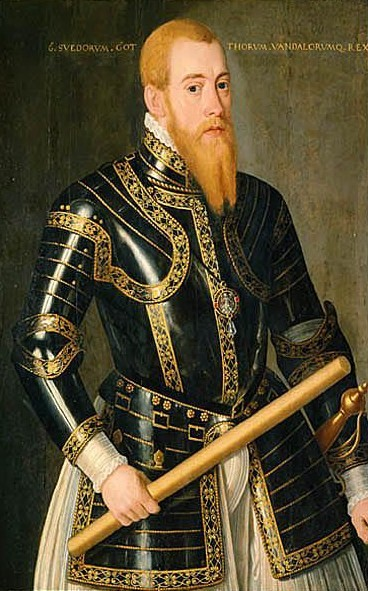
Ерік XIV. Худ. Доменік Вервід

Ерік народився у замку Тре Кронор у Стокгольмі. Освіту здобував під керівництвом французького кальвініста Діонісія Буррея. Майбутній король знав латину, французьку, німецьку, іспанську, італійську, фінську мови. Вивчав географію, історію, мистецтво управління, зокрема був знайомий з працями Нікколо Макіавеллі, військову справу, астрологію. Цікавився технікою, архітектурою, був малювальником та гравером. До того ж непогано грав на лютні та розводив бджіл.
Після того, як Ерік став повнолітнім, його батько став шукати йому наречену. При цьому Густав I ставив на меті зміцнення династії Ваза всередині країни та Швеції назовні. Тому відкидалася кандидатура представниці аристократичних шведських родин. У 1558-1560 роках тривали перемовини щодо кандидатури Єлизавети Тюдор, майбутньої королеви Англії. Проте вони не мали конкретного результату. У цей час — 29 вересня 1560 року помер Густав I й Ерік став новим королем Швеції.

### Правління
Перші кроки нового короля були спрямовані на продовження політики свого попередника. Він продовжував консультації щодо шлюбу тепер вже з королевою Англії Єлизаветою I, королевою Шотландії Марією I Стюарт, ландграфом Філіпом Гессенським щодо його доньки Христини.
Ерік активно включився у Лівонську війну, яка поступово охопила усю Балтику. Він проявив політичні та військові здібності, зайнявши Ревель в Естляндії та здобувши перемоги у Норвегії. Король Швеції зумів відбити наступ своїх супротивників — короля Данії-Норвегії, міста Любека, Івана IV Грозного, царя Московського.
Водночас Ерік почав впроваджувати політику зі зміцнення своєї династії в Шведській імперії. Він оголосив себе королем Еріком XIV, демонструючи тим самим родинний зв'язок з попередніми шведськими королівськими династіями — адже Ерік XIII помер ще у 1440 році. За Еріка XIV посилився культ монархії головним чином, щоб поставити рід Ваза над іншими шведськими аристократами. Ерік став першим королем Швеції, який звелів звертатися до нього «Ваша Величносте». Крім цього Ерік XIV робив кроки з централізації держави. Спираючись на підтримку ріксдагу він зменшив права напівавтономних правителів, якими користувалися його брати — герцоги Юхан Фінляндський, Магнус, Карл Зедерманладський. Це зустріло спротив, і Юхан одружився з представницею ворога Шведської імперії — Катериною Ягеллонкою, сестрою короля Польщі та великого князя Литовського Сигізмунда II Августа. За це Ерік XIV позбавив Юхана прав спадкоємця трону та запроторив у замок Гріпсгольм.
Для зміцнення авторитету та впливу монархії було створено Вищий суд на чолі із радником Еріка — Георгом Перссоном. Головним завданням цього органу було придушення аристократичної опозиції. Ерік XIV спирався в цьому на дрібну шляхту. Протистояння стало відкритим після того, як Ерік вирішив одружитися зі своєю коханкою Карін Монсдоттер, донькою тюремника. У 1566 році спалахнув заколот, проте невдалий. Король Шведської імперії стратив не тільки усіх заколотників, а й підозрюваних. Ці події погіршили самопочуття та викликали параною. В цей час аристократам вдалося звільнити брата короля Юхана та заарештувати Георга Перссона. Проте вже 1568 душевна рівновага Еріка XIV відновилася — він одружився з Карін Монсдоттер та звільнив Георга Перссона.
Ці дії короля викликали новий заколот. Брати Еріка — Юхан та Карл зібрали війська й захопили Стокгольм. Після цього Перссона було страчено, а Еріка з родиною запроторено до в'язниці. Новим королем Шведської імперії став Юхан III.

### Останні роки життя
Будучи ув'язненим, Ерік залишався центром заколотів. Найзначніший з них — заколот колишнього воєначальника Еріка, французького аристократа Шарля де Морнея, який за допомогою шотландських найманців намагався відновити Еріка на троні. Але ця спроба була придушена, а заколотники страчені. 26 лютого 1577 року Еріка було отруєно.

## Родина
Дружина — Карін Монсдоттер (1550—1612)
Діти:
- Сігрід (1566—1633)
- Густав (1568—1607)
- Генрік (1570—1574)
- Арнольд (1572—1573)

- 5 бастардів